# Mistrzostwa Świata w Kolarstwie Górskim 2019
30. Mistrzostwa świata w kolarstwie górskim – zawody sportowe w kolarstwie górskim, które odbyły się w dniach 28 sierpnia − 1 września 2019 roku w kanadyjskim Mont-Sainte-Anne. Po raz pierwszy rozegrano rywalizację w kategorii rowerów elektrycznych (E-MTB).

## Medaliści
| Konkurencja:        | Złoto:                                                                            | Srebro:                                                                                              | Brąz:                                                                                            |
| Cross-country       |                                                                                   | |                                                                                                  |
| mężczyźni elite     | Nino Schurter                                                                     | Mathias Flückiger                                                                                    | Stephane Tempier                                                                                 |
| kobiety elite       | Pauline Ferrand-Prévot                                                            | Jolanda Neff                                                                                         | Rebecca McConnell                                                                                |
| mężczyźni do lat 23 | Vlad Dascalu                                                                      | Filippo Colombo                                                                                      | Vital Albin                                                                                      |
| kobiety do lat 23   | Sina Frei                                                                         | Laura Stigger                                                                                        | Loana Lecomte                                                                                    |
| juniorzy            | Charlie Aldridge                                                                  | Luca Martin                                                                                          | Andreas Vittone                                                                                  |
| juniorki            | Jacqueline Schneebeli                                                             | Mona Mitterwallner                                                                                   | Helene Marie Fossesholm                                                                          |
| sztafeta mieszana   | Szwajcaria · Joel Roth · Janis Baumann · Sina Frei · Jolanda Neff · Nino Schurter | Stany Zjednoczone · Christopher Blevins · Riley Amos · Haley Batten · Kate Courtney · Keegan Swenson | Francja · Thibault Daniel · Luca Martin · Pauline Ferrand-Prévot · Loana Lecomte · Jordan Sarrou |
| mężczyźni E-MTB     | Alan Hatherly                                                                     | Jerome Gilloux                                                                                       | Julien Absalon                                                                                   |
| kobiety E-MTB       | Nathalie Schneitter                                                               | Maghalie Rochette                                                                                    | Anneke Beerten                                                                                   |
| Zjazd               |                                                                                   | |                                                                                                  |
| mężczyźni elite     | Loïc Bruni                                                                        | Troy Brosnan                                                                                         | Amaury Pierron                                                                                   |
| kobiety elite       | Myriam Nicole                                                                     | Tahnee Seagrave                                                                                      | Marine Cabirou                                                                                   |
| juniorzy            | Kye A'Hern                                                                        | Antoine Vidal                                                                                        | Tuhoto-Ariki Pene                                                                                |
| juniorki            | Valentina Höll                                                                    | Mille Johnset                                                                                        | Anna Newkirk                                                                                     |

## Tabela medalowa
| Miejsce | Państwo           | Złoto | Srebro | Brąz | Razem |
| ------- | ----------------- | ----- | ------ | ---- | ----- |
| 1       | Szwajcaria        | 5     | 3      | 1    | 9     |
| 2       | Francja           | 3     | 3      | 6    | 12    |
| 3       | Austria           | 1     | 2      | 0    | 3     |
| 4       | Australia         | 1     | 1      | 2    | 3     |
| 5       | Wielka Brytania   | 1     | 1      | 0    | 2     |
| 6       | Południowa Afryka | 1     | 0      | 0    | 1     |
| 6       | Rumunia           | 1     | 0      | 0    | 1     |
| 8       | Norwegia          | 0     | 1      | 1    | 2     |
| 8       | Stany Zjednoczone | 0     | 1      | 1    | 2     |
| 10      | Kanada            | 0     | 1      | 0    | 1     |
| 11      | Holandia          | 0     | 0      | 1    | 1     |
| 11      | Włochy            | 0     | 0      | 1    | 1     |